# Sant'Agata dei Goti (titre cardinalice)
La diaconie cardinalice de Sant'Agata dei Goti est érigée par le pape Léon III au VIIIe siècle et rattachée à l'église Sant'Agata dei Goti qui se trouve dans le quartier de Monti au sud-est de Rome. C'est un titre de cardinal-diacre. Au XVIe siècle le titre est transféré à l'église Sant'Agata alla Suburra et en prend le nom. Sous le pontificat de Pie XI en 1922, le titre est renommé sous sa première appellation.

## Titulaires
| - Giovanni (circa 1030 ou 1025-1036) - Oderisio (ou Oderisius) (1059-1088) - Oderisio dei Conti di Sangro (1112-1122) - Vitale Savelli (1130?-?) - Oderisio (1131-1137), pseudocardinal de l'antipape Anaclet II - Bernard de Garves (1310-1316) - Galeotto Tarlati de Petramala (1378-1388) - Louis de Bar (1397-1409), pseudocardinal de l'antipape Benoît XIII - Bartolomé Martí (1496-1500) - Ludovico Podocathor, titre pro illa vice (1500-1504) - Gabriele de' Gabrielli (1505-1507) - Vacant (1507-1517) - Ercole Rangone (1517-1527) - Pirro Gonzaga (1528-1529) - Francesco Pisani (1529-1545) - Tiberio Crispo (1545-1551); titre pro illa vice (1551-1562) - Fulvio Giulio della Corgna, titre pro illa vice (1562-1565) - Giovanni Michele Saraceni, titre pro illa vice (1565) - Giovanni Battista Cicala, titre pro illa vice (1565-1568) - Tolomeo Gallio (1568-1587) - Girolamo Mattei (1587) - Benedetto Giustiniani (1587-1589) - Federico Borromeo seniore (1589-1591) - Charles de Lorraine (1591-1607) - Luigi Capponi (1608-1620) - Marcantonio Gozzadini, titre pro illa vice (1623) - Ottavio Ridolfi, titre pro illa vice (1623-1624) - Francesco Barberini (1624-1632) - Antonio Barberini (1632-1642) - Giulio Gabrielli (1642-1655) - Giovanni Stefano Donghi (1655-1669) - Friedrich von Hessen-Darmstadt (1670-1682) | - Girolamo Casanate (1682-1686) - Felice Rospigliosi (1686-1688) - Benedetto Pamphilj (1688-1693) - Carlo Bichi (1693-1718) - Lorenzo Altieri (1718-1730) - Carlo Colonna (1730-1739) - Carlo Maria Marini (1739-1741) - Alessandro Albani (1741-1743) - Agapito Mosca (1743-1760) - Girolamo Colonna di Sciarra (1760-1763) - Prospero Colonna di Sciarra (1763-1765) - Luigi Maria Torregiani (1765-1777) - Domenico Orsini d'Aragona (1777-1779) - Andrea Negroni (1779-1789) - Raniero Finocchietti (1789-1793) - Ludovico Flangini Giovanelli (1794-1800) - Ercole Consalvi (1800-1817) - Agostino Rivarola (1817-1826) - Juan Francisco Marco y Catalán (1829-1841) - Giacomo Antonelli (1847-1868); in commendam (1868-1876) - Frédéric de Falloux du Coudray (1877-1879) - Giuseppe Pecci (1879-1890) - Vacant (1890-1894) - Andreas Steinhuber (1894-1907) - Gaetano Bisleti (1911-1928), titre pro illa vice (1928-1937) - Konrad von Preysing, titre pro illa vice (1946-1950) - John Francis D'Alton, titre pro illa vice (1953-1963) - Enrico Dante (1965-1967) - Silvio Oddi (1969-1979), titre pro illa vice (1979-2001) - Tomáš Špidlík (2003-2010) - Raymond Leo Burke (depuis 2010) |